# 塞泽拉克堡
塞泽拉克堡（法語：Labastide-Cézéracq，法語發音：[labastid sezeʁak]）是法国大西洋比利牛斯省的一个市镇，位于该省中东部偏北，属于波城区。

## 地理
塞泽拉克堡（43°22'37"N, 0°32'20"W）面积5.01 平方千米，位于法国新阿基坦大区大西洋比利牛斯省，该省份为法国东南部省份，涵盖了贝阿恩与北巴斯克，西临大西洋比斯開灣，北至朗德省，东北接热尔省，东临上比利牛斯省，南与西班牙接壤。
与塞泽拉克堡接壤的市镇（或旧市镇、城区）包括：阿博斯、阿尔蒂克斯、贝桑格朗、当甘、蒙雷若堡、塔尔萨克。

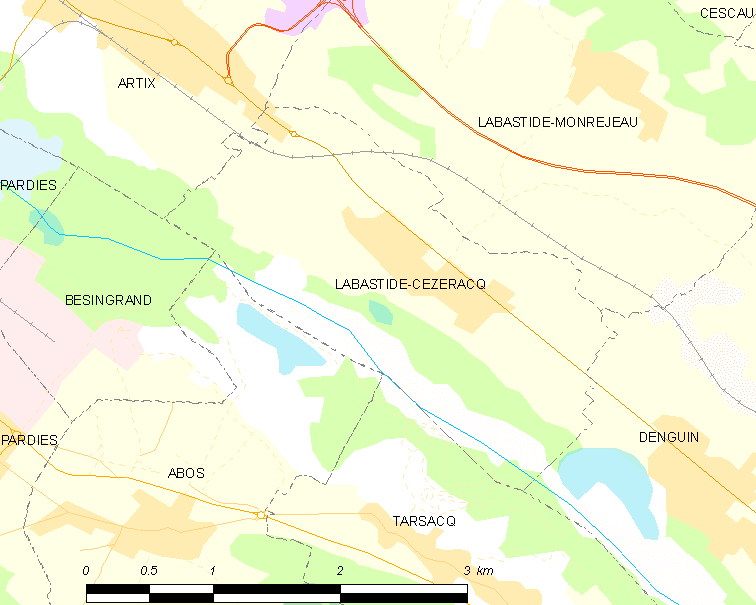
塞泽拉克堡的OSM定位图

塞泽拉克堡的时区为UTC+01:00、UTC+02:00（夏令时）。

## 行政
塞泽拉克堡的邮政编码为64170，INSEE市镇编码为64288。

## 政治
塞泽拉克堡所属的省级选区为阿尔蒂克斯和苏贝斯特尔地区县。

## 人口

1962-2008年间塞泽拉克堡人口变化图示

塞泽拉克堡于2022年1月1日时的人口数量为582人。